# John A. Russo
Pour les articles homonymes, voir Russo.
Œuvres principales
- La Nuit des morts-vivants
- Le Retour des morts vivants

John A. Russo, né le 2 février 1939, est un scénariste, réalisateur et écrivain américain.

## Biographie

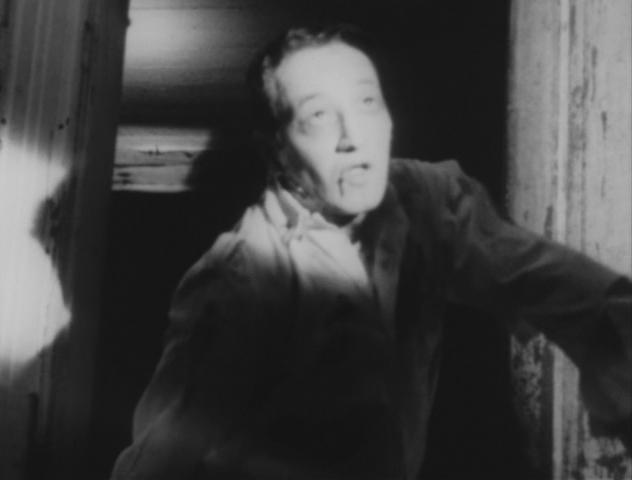
John A. Russo.

Il est connu essentiellement pour son scénario  (coécrit avec George A. Romero) de La Nuit des morts-vivants. Parmi ses nombreux livres écrits, on peut citer Le Retour des morts vivants, qui sera adapté au cinéma en 1985 par Dan O'Bannon. La majorité des films réalisés par John Russo sont d'ailleurs adaptés de ses romans ou nouvelles, dont certains ont été édités en France dans la collection Gore au Fleuve noir.

## Filmographie

### Réalisateur

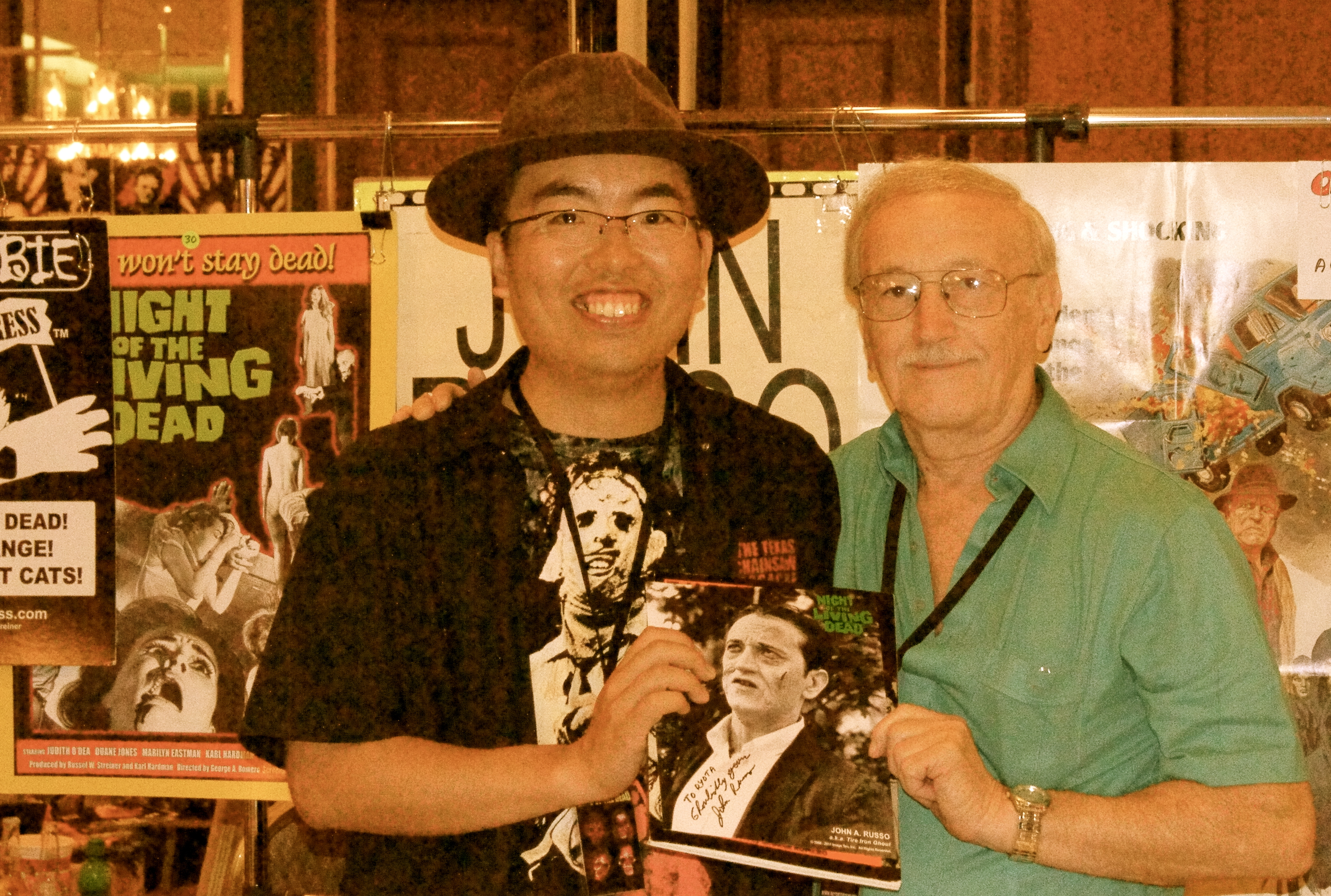
John A. Russo

- 1976 : The Booby Hatch coréalisé avec Rudy Ricci
- 1982 : Midnight
- 1989 : Heartstopper
- 1992 : Scream Queens Swimsuit Sensations (vidéo) (documentaire)
- 1993 : Midnight 2
- 1996 : Scream Queens' Naked Christmas
- 1996 : Santa Claws
- 2002 : Saloonatics (vidéo)
- 2016 : My Uncle John Is a Zombie!
- 2019 : Escape of the Living Dead

### Scénariste
- 1968 : La Nuit des morts-vivants de George A. Romero
- 1976 : The Booby Hatch de Rudy Ricci et lui-même
- 1982 : Midnight de lui-même
- 1985 : Le Retour des morts vivants de Dan O'Bannon
- 1986 : One by One de S. William Hinzman
- 1989 : Heartstopper de lui-même
- 1990 : La Nuit des morts-vivants (Night of the Living Dead) de Tom Savini
- 1991 : Voodoo Dawn de Steven Fierberg
- 1993 : Midnight 2 de lui-même
- 1996 : Scream Queens' Naked Christmas (vidéo, documentaire) de lui-même
- 1996 : Santa Claws de lui-même
- 2002 : Saloonatics (vidéo) de lui-même
- 2005 : Night of the Living Dead Survivor's Cut (vidéo) de Dean Lachiusa
- 2006 : Nuit des morts vivants 3D de Jeff Broadstreet
- 2016 : My Uncle John Is a Zombie! de lui-même
- 2019 : Escape of the Living Dead de lui-même.